# Quercus bushii
Quercus bushii är en bokväxtart som beskrevs av Charles Sprague Sargent. Quercus bushii ingår i släktet ekar, och familjen bokväxter. Inga underarter finns listade.